# Paramuricea indica
Paramuricea indica is een zachte koraalsoort uit de familie Plexauridae. De koraalsoort komt uit het geslacht Paramuricea. Paramuricea indica werd in 1906 voor het eerst wetenschappelijk beschreven door Thomson & Henderson. 